# Club Sport Marítimo de Venezuela
El Club Sport Marítimo de Venezuela fou un club de futbol veneçolà de la ciutat de Caracas.

## Història
El club va ser fundat l'1 de maig de 1959 per immigrants portuguesos que vivien a Caracas. El nom provenia del clubCS Marítimo de Madeira.

## Palmarès
- Lliga veneçolana de futbol:[1]
  - 1986/1987, 1987/1988, 1989/1990, 1992/1993
- Segona divisió veneçolana de futbol:
  - 1985, 2003/04
- Copa veneçolana de futbol:[2]
  - 1987, 1989